# Eutrema renifolium
Eutrema renifolium es una especie de planta fanerógama de la familia Brassicaceae, originaria de Irán.

## Distribución
El área de distribución nativa de esta especie se extiende desde Irán hasta Asia Central y Afganistán.

## Hábitat
La especie crece principalmente en el bioma templado.

## Taxonomía
La especie fue descrita iniciamente como Hesperis renifolia por Pierre Edmond Boissier y Rudolph Friedrich Hohenacker y publicada en Diagnoses Plantarum Orientalium Novarum, ser. 1, 8: 22, en 1849, hoy en día es tanto un sinónimo como el basónimo de esta. Posteriormente, la especie sería transferida al género Chalcanthus por Pierre Edmond Boissier en Flora Orientalis 1: 212, en 1867, nombre científico que también es un sinónimo de esta actualmente; y ulteriormente, sería transferida al género Eutrema por Ihsan Ali Al-Shehbaz, Guo Qian Hao y Jian Quan Liu en Botanical Journal of the Linnean Society 184: 218, en 2017.

#### Etimología
Véase: Eutrema
renifolium: epíteto latino que significa "hojas en forma de riñón".